# Millennium Complex

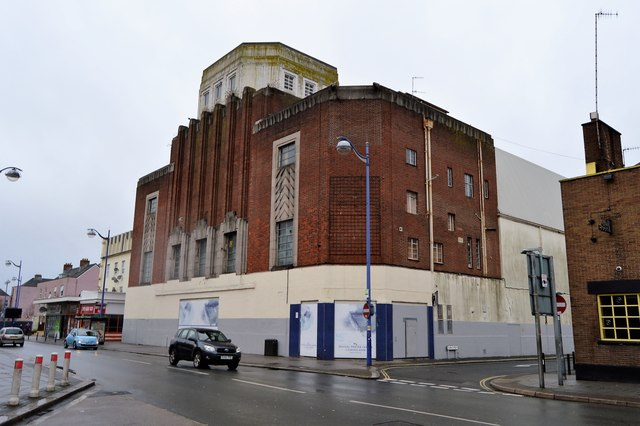
En la foto de 2017 durante su conversión en un centro de oración.

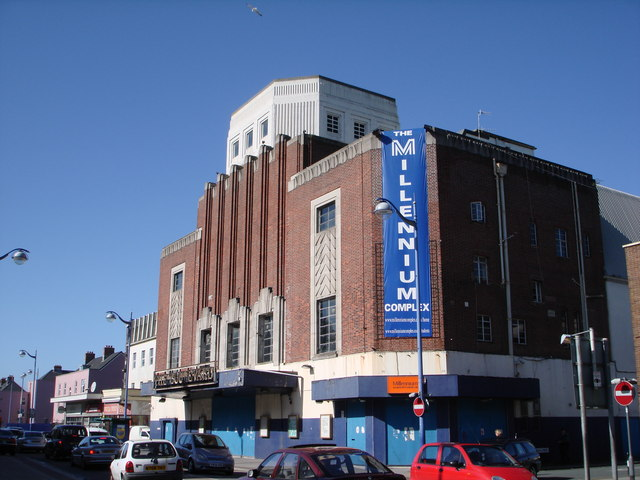
En 2007.

Millennium Complex es una estructura en Plymouth, Inglaterra, construida como cine en 1931. Como el Palacio de Gaumont, proporcionaba una pantalla única de 2.250 asientos. En 1962, los puestos se convirtieron en un salón de baile, The Majestic, reduciendo el cine, entonces operado por Odeon, a una capacidad de 1043. Ambos negocios cerraron en 1980 y el sitio se convirtió en el hogar de una discoteca de patines. Este también cerró en 1987 cuando se convirtió en un club nocturno que operó con varios nombres hasta su cierre en 2004.
El sitio fue comprado por KHH Ltd en 2007, con planes para convertirlo en pisos, estos se detuvieron por la Gran Recesión. En 2013, la emisora religiosa GOD TV firmó un contrato de arrendamiento del complejo por 25 años, con la intención de convertirlo en un centro de conferencias. Los trabajos de conversión fueron lentos y en 2019 la empresa rescindió su contrato de arrendamiento. En 2020, el sitio fue adquirido por una empresa conjunta entre Nudge Community Builders, una sociedad de beneficio comunitario, y el desarrollador Eat Work Art. Las partes han solicitado un permiso de planificación para convertir parte del sitio en unidades comerciales para pequeños fabricantes.

## Sala de cine
El edificio, ubicado en 151 Union Street, fue construido como el cine Gaumont Palace. Fue diseñado por el arquitecto William Henry Watkins de Bristol, quien trabajó en más de 300 cines en todo el país. Construido en estilo art déco, tenía capacidad para 1460 asientos en la platea y 790 en el círculo. El Palacio de Gaumont fue inaugurado formalmente el 16 de noviembre de 1931 por el alcalde de Plymouth, el concejal George Dymond, y la miembro del parlamento de Plymouth Sutton Lady Nancy Astor. La primera película proyectada fue el thriller de comedia El tren fantasma.
El cine pasó a llamarse Gaumont en 1937. Operó durante todo el Bombardeo de Plymouth en la Segunda Guerra Mundial, excepto por un breve cierre en marzo y abril de 1941, en el pico del bombardeo alemán. El cine cerró por remodelación en diciembre de 1961. Reabrió sus puertas en septiembre de 1962 como el Centro de entretenimiento Top Rank. Los puestos fueron cubiertos y convertidos en un salón de baile llamado Majestic. El círculo se convirtió en un cine más pequeño, operado por Odeon, con capacidad para 1043. El cine Odeon existente en la ciudad se cerró dos días antes de que se abriera el nuevo cine en el Centro de Entretenimiento Top Rank. El complejo cerró en abril de 1980.

## Club nocturno
El edificio se convirtió en una discoteca de patines y se reabrió en diciembre de 1980. Esto también cerró y el espacio se convirtió en el club nocturno Boulevard en 1987. Como club nocturno tenía una capacidad de alrededor de 1800. Operó bajo varios nombres, incluidos Club Oz, The Warehouse, The Millennium, Monroe's, Blondz y Studio. Los Ramones y Talking Heads tocaron allí en 1977.

## Cierre y remodelación
El club nocturno cerró en agosto de 2004. La estructura, ahora conocida como Millennium Complex, se agregó poco después al registro de riesgo de la Inglaterra histórica.
El complejo se compró en febrero de 2007 por £1,5 millones por KHH Ltd que planeó convertirlo en pisos y alojamiento para estudiantes. La conversión se detuvo por la Gran Recesión de 2007-2009. En 2013, la emisora religiosa GOD TV firmó un contrato de arrendamiento de 25 años en el complejo, con el permiso de planificación otorgado para convertirlo en un centro de conferencias llamado Revival Prayer Centre. En septiembre de 2013, una tubería de gas con fugas en el lugar provocó la evacuación de 300 personas de los edificios cercanos y el cierre de Union Street. Un hombre, sin conexión con el proyecto GOD TV, fue encarcelado en septiembre de 2015 por cargos de fraude, habiendo persuadido a los inversores para que le dieran dinero con el pretexto de que iba a abrir un club nocturno en el sitio.
Los trabajos de conversión no alcanzaron el objetivo inicial de finalización en 2015 y, en enero de 2016, el trabajo en el sitio había cesado. En este punto, GOD TV afirmó que se pronosticaba que las obras se completarían en 2018/2019. En 2016, GOD TV recibió un aviso de limpieza del Ayuntamiento de Plymouth, se llevaron a cabo obras para cumplir con el aviso, pero se avanzó poco con la conversión. El permiso de planificación se extendió en 2017 para permitir que las obras se completen en 2020. En octubre de 2018, el club fue reabierto para una exhibición de arte y música de una noche del Atlantic Project, un proyecto de arte de toda la ciudad. La primera parte de la noche fue una exhibición de cortometrajes sobre el Proyecto Atlántico, la historia, el cine y el futuro de Union Street. La segunda parte fue una actuación del fundador de Kraftwerk, Eberhard Kranemann, y otros.
En enero de 2019, GOD TV anunció que ya no continuaría con la conversión, habiendo llegado a un acuerdo con KKH para rescindir el contrato de arrendamiento. En ese momento, KKH era propiedad del empresario y filántropo Sir David Kirch. El alquiler anual de GOD TV en el contrato de arrendamiento era de £ 40,000 y se había fijado que aumentaría a £ 50,000. En este punto, GOD TV consideró que quedaban alrededor de £ 5 millones de trabajo para completar el proyecto. Habían intentado, sin éxito, encontrar un socio que ayudara a financiar la finalización o asegurar un inquilino alternativo para el edificio.
En septiembre de 2020, el edificio fue comprado por Nudge Community Builders, una sociedad de beneficio comunitario, y el desarrollador centrado en el arte Eat Work Art por £ 800,000. Cada una de las organizaciones esperaba comprar toda la estructura, pero acordaron desarrollar el proyecto como una empresa conjunta 50/50. 4 libras millones se inició la remodelación con planes para proporcionar unidades comerciales para pequeños fabricantes y un lugar de música con capacidad para 1.500 personas. Nudge Community Builders recaudó algunos fondos para la conversión a través de un programa de participación comunitaria con pequeños inversores que comprometieron entre 50 y 10 000 libras esterlinas. La conversión se iba a llevar a cabo en etapas con la primera fase enfocándose en las unidades comerciales, la segunda fase en instalaciones públicas como baños y una galería de arte y una tercera fase en la provisión de un café-bar/lugar de música. La financiación alcanzó su objetivo de 285 000 libras esterlinas solo unas horas antes de la fecha límite del 20 de diciembre de 2021, recaudando 296 125 libras esterlinas de 453 inversores. La licencia de obra para las unidades de negocio se solicitó en octubre de 2022. Mientras esperaba el desarrollo, el edificio se ha utilizado para albergar eventos y para la filmación de videos musicales.